# 约瑟夫·基希涅夫斯基
约瑟夫·基希涅夫斯基（羅馬尼亞語：Iosif Chişinevschi），原名雅各布·罗伊特曼（羅馬尼亞語：Jakob Roitman；1905年12月26日—1963年），犹太人，莫斯科派，罗马尼亚共产党中央政治执行委员会委员、中央书记处书记、罗马尼亚部长会议第一副主席，负责意识形态工作，被形容为“莫斯科在罗马尼亚的右手”。

## 生平
1905年，出生于俄罗斯帝国比萨拉比亚省的伯尔兹。
1923年，加入罗马尼亚共产主义青年联盟。
1928年，加入罗马尼亚共产党，后被捕入狱。
1930年，获释后赴苏联，在共产国际的国际列宁学院进修。
1932年，回到罗马尼亚，重组罗马尼亚共产党中央的宣传鼓动机关。
1933年，任罗马尼亚共产党雅西州委员会书记，之后再次逮捕。
1934年，任罗马尼亚共产党中央委员会宣传鼓动部部长和布加勒斯特市党委组织局主席。
1936年，任罗马尼亚共产党中央委员会书记处书记。
1938年，任罗共中央政治教育部部长。
1941年，任罗马尼亚共产党布加勒斯特市委员会书记。6月第三次被捕。
1944年，八·二三武装起义爆发，获释出狱。
1944年，任罗马尼亚全国民主阵线总书记。
1945年，在罗马尼亚共产党全国代表会议上当选为罗共中央委员、中央政治局委员。
1947年，任罗马尼亚共产党中央机关报《火花报》编辑委员会委员。
1948年，任罗马尼亚人民民主阵线全国委员会总书记。
1948年，为工人党中央委员、中央政治局委员，负责罗马尼亚工人党中央委员会外交政策部和中央行政机关部的工作。10月，任罗马尼亚工人党中央委员会书记处书记，分管文化和宣传。
1949年，任罗马尼亚和苏联友好协会全国理事会成员。
1950年，任罗马尼亚工人党中央组织局委员、罗马尼亚人民共和国部长会议副主席，分管文化和科学工作。
1952年，参与揭发和批判“波克尔—卢卡反党分裂集团”，中央全会改组了书记处，负责监督宣传部、外交政策部、国际部、行政机关部和武装部队总政治部的工作。
1954年，任罗马尼亚人民共和国部长会议第一副主席。
1955年，在罗马尼亚工人党中央全会上再次任中央委员会书记。12月，为工人党中央政治局委员、中央书记处书记，主管意识形态、公、检、法和军事工作。
1956年，在中央政治局负责宣传鼓动、科学、文化、对外关系、国际共运、计划、财政和贸易以及妇女等中央部门，同时还监督总检察院和罗马尼亚人民共和国司法系统。
1957年，被定为基希涅夫斯基—康斯坦丁内斯库分裂主义集团，被贬为教育和文化部经济教学部主任。
1963年，逝世。